# Maceira (Leiría)
Maceira es una freguesia 
 portuguesa del municipio de Leiría, con un área de 48,18 km², una población de 9981 habitantes (2001) y una densidad de 207,2 hab/km².
La población tiene su origen en una fábrica de cemento inaugurada en 1923.
- Datos: Q1025525
- Multimedia: Maceira (Leiria) / Q1025525